# Dysschema flavopennis
Dysschema flavopennis är en fjärilsart som beskrevs av Hans Rebel 1901. Dysschema flavopennis ingår i släktet Dysschema och familjen björnspinnare. Inga underarter finns listade i Catalogue of Life.